# Kutry hydrograficzne projektu B447
Kutry hydrograficzne projektu B447 – seria dwóch, polskich pomocniczych jednostek pływających – kutrów hydrograficznych zbudowanych we Wrocławskiej Stoczni Rzecznej dla Marynarki Wojennej.

## Historia
W latach siedemdziesiątych XX wieku rozpoczęto prace nad wprowadzeniem do służby nowych typów pomocniczych jednostek pływających, których to rozpoczęcie wymusiło rozwój floty, przez co wzrosło zapotrzebowanie na małe jednostki zdolne do transportu ładunków i ludzi na terenach portów wojennych i red. Używana wówczas flota czterech kutrów transportowo-pasażerskich projektu Pr-3 okazała się być niewystarczająca. W połowie lat osiemdziesiątych XX wieku w centrum badawczym Navicentrum opracowano nowy typ kutrów oznaczony jako projekt B447. Pierwszy z nich – K-1, wcielono do służby w 42. Dywizjonie PJP w Świnoujściu 11 kwietnia 1976 roku, zaś drugi – K-2 wprowadzono do służby 31 lipca 1976, gdzie trafił do Gdyńskiego Biura Hydrograficznego Marynarki Wojennej. W marcu 2003 roku wycofano pierwszy kuter K-1, zaś w lutym 2005 banderę opuszczono na bliźniaczym K-2. Po wycofaniu ze służby kuter K-2 trafił do Akademii Marynarki Wojennej gdzie pod cywilną nazwą m/v „Puck” pełnił funkcje jednostki szkolnej. W 2013 roku został wyczarterowany przez Zakład Oceanografii Operacyjnej Instytutu Morskiego w Gdańsku, gdzie po remoncie i przebudowie pełni ponownie funkcje jednostki hydrograficznej oraz badawczej. 
| Zestawienie kutrów hydrograficznych projektu B447 | Zestawienie kutrów hydrograficznych projektu B447 | Zestawienie kutrów hydrograficznych projektu B447 | Zestawienie kutrów hydrograficznych projektu B447 | Zestawienie kutrów hydrograficznych projektu B447 |
| Nazwa                                             | Wejście do służby                                 | Wycofanie ze służby                               | Przynależność                                     | Port macierzysty                                  |
| ------------------------------------------------- | ------------------------------------------------- | ------------------------------------------------- | ------------------------------------------------- | ------------------------------------------------- |
| K-1                                               | 11 kwietnia 1976                                  | marzec 2003                                       | 42. Dywizjon Pomocniczych Jednostek Pływających   | Świnoujście                                       |
| K-2                                               | 11 lipca 1976                                     | luty 2005                                         | Dywizjon Zabezpieczenia Hydrograficznego          | Gdynia                                            |

## Konstrukcja
Kutry projektu B447 są pomocniczymi jednostkami pływającymi o długości całkowitej wynoszącej 18,88 m, szerokości 4,4 m oraz zanurzeniu 1,5 m. Wyporność pełna wynosi 45 ton. Konstrukcja kadłuba stanowi bazę dla nowszych jednostek projektu B574, 4142 oraz kutrów hydrograficznych projektu 4234.
Na śródokręciu znajduje się siłownia, w części dziobowej ulokowane są pomieszczenia załogi natomiast w części rufowej znajduje się obszerna ładownia oraz pozostałe pomieszczenia mieszkalne. W odróżnieniu od pierwowzoru mają one krótszą pokładówkę. Kutry te mają na swoich pokładach bom o udźwigu 0,5 tony oraz dwutonową wciągarkę. Załoga liczy 8 osób.
Napęd stanowi jeden silnik wysokoprężny Wola DM150 o mocy 150 KM przy 1500 obr./min. Jest to jednostka czterosuwowa o sześciu cylindrach, napędzająca za pośrednictwem przekładni redukcyjno-nawrotowej jeden wał napędowy z jedną, trójskrzydłową śrubę okrętową. Energię elektryczną zapewnia zespół prądotwórczy ZE266/53 składający się z silnika Diesla SW266/E53 o mocy 46,5 KM i prądnicy prądu przemiennego. Kutry te posiadają jedną płetwę sterową.
Na wyposażenie elektroniczne jednostek składało się początkowo radar nawigacyjny TRN-312, zastąpiony z czasem przez nowszy SRN-301, radiostacji UKF R-619 oraz radiotelefonu FM-309/2. Wyposażenie hydrograficzne stanowiła echosonda hydrograficzna MS-36 oraz sonar MS-43.